# Johan George Gleichman
Johan George Gleichman (Rotterdam, 19 juli 1834 - Den Haag, 30 april 1906) was voorman van de oud-liberalen en Tweede Kamervoorzitter.

## Biografie
Johan George Gleichman werd op 19 juli 1834 in Rotterdam geboren. Zijn voorouders kwamen uit Duitsland, waar nog een aanzienlijk deel van het geslacht Gleichman en Gleichman von Oven woont. De vader van Johan George Gleichman was Thomas Theodore Gleichman (1805-1865), koopman en gemeenteraadslid te Rotterdam en zijn moeder was Sara Adriana Petronella Havelaar (1810-1887).
Johan George Gleichman bezocht een kostschool in Utrecht en studeerde aansluitend aan het openbaar Erasmiaansch Gymnasium in Rotterdam. Van 1852 tot 1857 studeerde hij rechten aan de Hogeschool van Utrecht. Van november 1857 tot oktober 1860 was hij advocaat bij de Hoge Raad der Nederlanden te 's-Gravenhage en was vervolgens tot 1867 als ambtenaar werkzaam op het ministerie van Financiën.

### Minister en voorzitter van de Tweede Kamer
Na een loopbaan bij De Nederlandsche Bank werd hij minister van Financiën in het kabinet-Kappeyne van de Coppello. Hij was een uitstekend administrateur en zuinig financier.
Gleichman werd na de breuk in het kabinet feitelijk leider van de conservatief-liberalen (Vrije Liberalen) en werd op 21 september 1880 voor het kiesdistrict Amsterdam in de Tweede Kamer der Staten-Generaal gekozen. Tot juni 1901 vertegenwoordigde hij dit kiesdistrict. Van 1901 tot 1904 was hij lid van de Eerste Kamer der Staten-Generaal voor de provincie Friesland. Van 18 september 1891 tot 17 juni 1901 was hij voorzitter van de Tweede Kamer.
Gleichman was een ontzag inboezemend Kamervoorzitter, die door de hele Kamer werd gerespecteerd vanwege zijn onpartijdigheid. In 1898 werd hij benoemd tot minister van Staat.
Johan George Gleichman overleed op 71-jarige leeftijd, op 30 april 1906 in 's-Gravenhage.
Gleichman was een conservatief-liberaal, die gekant was tegen de uitbreiding van het kiesrecht. Hij was streng voor zichzelf en voor anderen. Daarnaast was hij moeilijk in de omgang.

## Privé
Johan George Gleichman was tweemaal getrouwd, eerst (1859-1884) met Johanna Justina van Hall (1837-1884) - de zuster van het oud-liberale Tweede Kamerlid mr. Maurits Cornelis van Hall (1836-1900) - en daarna met Adriana Wilhelmina Petronella Cort van der Linden (1849-1901) - de zuster van minister-president mr. Pieter Wilhelm Adriaan Cort van der Linden (1846-1935). Een dochter uit het eerste huwelijk werd de moeder van Maurits Cornelis Escher.
Gleichman was Remonstrants en vrijzinnig protestants. Hij was lid van de Commissie tot de zaken der Remonstrantse Broederschap en erevoorzitter van de Nederlandse Protestantenbond.

## Nevenfuncties
- lid Comité tot oprichting van een standbeeld voor Thorbecke
- commissaris Nieuwe of Littéraire Sociëteit "De Witte", van 1867 tot 1871
- lid hoofdbestuur Maatschappij tot Nut van 't Algemeen, omstreeks 1875
- kabinetsformateur, van 19 maart 1883 tot 23 maart 1883 (poging mislukt)
- lid College van Curatoren Rijksuniversiteit Utrecht, van 1895 tot 1897
- lid Commissie tot de zaken der Remonstrantsche Broederschap
- financieel adviseur koningin-regentes Emma
- lid Raad van Commissarissen HSM (Hollandsche IJzeren-Spoorweg Maatschappij), omstreeks 1901

## Ridderorden
- Ridder in de Orde van de Nederlandse Leeuw, 8 december 1887
- Commandeur in de Orde van de Nederlandse Leeuw, 29 augustus 1894
- Grootkruis Orde van de Nederlandse Leeuw, 1901